# IC 1761
IC 1761 је лентикуларна галаксија у сазвјежђу Кит која се налази на листи објеката дубоког неба у Индекс каталогу.
Деклинација објекта је + 0° 34' 8" а ректасцензија 1h 58m 52,2s. Привидна величина (магнитуда) објекта IC 1761 износи 14,4 а фотографска магнитуда 15,3. IC 1761 је још познат и под ознакама CGCG 387-19, NPM1G +00.0079, KCPG 49B, PGC 7484.